# Blond (2022)
Blond (Originaltitel: Blonde) ist eine US-amerikanische Filmbiografie von Andrew Dominik aus dem Jahr 2022. Als literarische Vorlage diente der im Jahr 2000 erschienene gleichnamige Roman über Marilyn Monroe von Joyce Carol Oates. Die Titelrolle übernahm Ana de Armas.
Die Uraufführung des größtenteils in schwarz-weiß gehaltenen Filmdramas fand am 8. September bei den Internationalen Filmfestspielen von Venedig statt.

## Handlung
Der Film arbeitet mit verschiedenen Stilelementen wie Zeitsprüngen, Rückblenden, Überblendungen und fantastischen Elementen, so dass die Grenzen zwischen Handlung, Traum und Albtraum nicht immer erkennbar sind. Auch werden Elemente des fantastischen Films verwendet. So unterhält sich Norma Jeane in einer Szene mit ihrem ungeborenen Foetus. Dies erschwert die Handlungsbeschreibung.
Die ersten Jahre wächst Norma Jeane Mortenson bei ihrer mental schwer beeinträchtigten Mutter Gladys auf. An ihrem siebten Geburtstag zeigt ihre Mutter ihr ein Bild von Clark Gable, ihrem angeblichen Vater. Später fährt sie mit ihrer Mutter zu den Hollywood Hills, wo ein Feuer ausgebrochen ist. Sie versuchen zu ihrem mutmaßlichen Vater zu gelangen, doch die Polizei schickt sie wieder nach Hause. Als Norma Jeane noch einmal nach ihrem Vater fragt, versucht ihre Mutter sie in der Badewanne zu ertränken, lässt sie im letzten Moment aber los. Norma kann sich von ihr losreißen und flüchtet sich zu ihren Nachbarn. Die Mutter wird eingewiesen. Die Nachbarin erklärt, sie würde zusammen mit ihr ihre Mutter besuchen, der es schon besser gehe. Stattdessen setzt sie sie an einem Waisenhaus ab, wo Norma Jeane ihre nächsten Jahre verbringt.
In den 1940ern tritt Norma Jeane als „Marilyn Monroe“ als Pin-Up-Model auf. Als sie versucht, Schauspielerin zu werden, wird sie von Mr. Z vergewaltigt. 1951, während des Castings zu Versuchung auf 809 erinnert sie sich an die Dramen ihrer Jugend und an die Vergewaltigung. Sie bricht während des Castings zusammen, erhält jedoch die Rolle.
Als sie die ersten Erfolge hat, beginnt Norma Jeane eine polyamoröse Beziehung mit Charles „Cass“ Chaplin junior und Edward G. „Eddy“ Robinson junior. 1953 gelingt ihr der Durchbruch durch ihren Film Niagara. Kurz darauf wird ihre Beziehung mit den beiden bekannt und sie wird von Paparazzi verfolgt. Es kommt auch zu einem harten Wortwechsel mit ihrem Agenten, da sie das Gefühl hat, dass ihre Kunstfigur Marilyn Monroe zunehmend zu viel Platz in ihrem Leben einnimmt.
Norma wird von Cass schwanger. Da sie jedoch befürchtet, dass das Kind die Geisteskrankheit ihrer Mutter erbt, entscheidet sie sich für eine Abtreibung. Cass unterstützt sie in ihrer Entscheidung. Als sie in der Klinik ankommt, ändert sie jedoch ihre Entscheidung, wird aber von den Ärzten genötigt, den Eingriff doch vorzunehmen. Anschließend beendet sie die Beziehung zu Cass und Eddy.
Kurz darauf datet sie Joe DiMaggio, einen ehemaligen Baseballspieler. Sie versucht nun, ernstere Rollen zu bekommen. Als sie 1953 Blondinen bevorzugt dreht, erhält sie einen Brief von einem Mann, der vorgibt, ihr Vater zu sein. Bei der Premiere des Films bricht sie zusammen, da sie sich nicht in der Rolle wiedererkennt, und geht zu ihrem Hotel. Dort wird ihr mitgeteilt, dass jemand in ihrem Zimmer auf sie warte. Sie vermutet ihren Vater, doch es ist Joe, der ihr einen Heiratsantrag macht. Joe DiMaggio ist sehr eifersüchtig und drängt sie dazu, keine schlüpfrigen Angebote anzunehmen. Als er auch noch Nacktbilder von ihr durch Cass und Eddy erhält, schlägt er sie zum ersten Mal. Er will sie davon abhalten, dass sie Das verflixte 7. Jahr (1955) dreht, doch sie tut es trotzdem. Als Joe DiMaggio die berühmte Szene sieht, bei der ein Luftstoß ihren Rock hochhebt, wartet er betrunken zu Hause auf sie und verprügelt sie voller Wut. Kurz darauf lassen sie sich scheiden.
1955 lernt sie Arthur Miller kennen, der sie auf dem Broadway als seine „Magda“ im gleichnamigen Stück besetzen will. Beim Casting glänzt sie durch eine überzeugende Charakteranalyse und der zunächst abweisend wirkende Miller verliebt sich in sie. Die beiden heiraten in Maine. Sie scheint endlich ein glückliches Leben zu haben, bis sie schwanger wird. Bei einem Strandpicknick erleidet sie eine Fehlgeburt, die von den Paparazzi ausgeschlachtet wird.
Während der Dreharbeiten zu Manche mögen’s heiß (1959) wird sie zunehmend unkontrollierbar und entwickelt psychische Störungen, die sie mit Tabletten zu unterdrücken versucht. Die Presse jagt sie zunehmend und insbesondere mit Regisseur Billy Wilder hat sie Auseinandersetzungen. Daneben scheitert ihre Ehe mit Arthur an ihren Zuständen.
1962 wird sie völlig benebelt vom Secret Service in ein Flugzeug gesteckt und in ein Hotel gebracht, wo sie von John F. Kennedy beiläufig während eines Telefongespräches zu Fellatio gezwungen wird. Nach einer Vergewaltigung wird sie von den Agenten weggebracht. Sie wacht in einem Bett auf und übergibt sich. Nun verschwimmen zunehmend Realität und Wahnvorstellungen. So glaubt sie, eine weitere Abtreibung zu haben. Anschließend wird sie von Eddy kontaktiert, der ihr schreibt, dass Cass gestorben sei. Als Beweis schickt Eddy einen Tiger, den die drei damals gefunden hatten, sowie einen Brief, in dem Cass zugibt, die Briefe ihres Vaters gefälscht zu haben. Von dieser Wendung überrascht schluckt sie eine Menge Barbiturate und stirbt an einer Überdosis. Als das Leben aus ihr weicht, hat sie eine Vision, wie ihr Vater sie im Jenseits begrüßt.

## Unterschiede zu Buch und bekannten Fakten
Der Film basiert im Wesentlichen auf dem Buch von Joyce Carol Oates, das bereits eine Fiktion zu Monroes Leben ist und reale Begebenheiten mit provokanter Spekulation oder schlicht Provokation vermengt. Die Autorin gab dem Projekt ihren Segen, nachdem sie das Drehbuch gelesen hatte. Ihrer Ansicht nach habe Andrew Dominik exakt die richtigen Szenen ihres 800-seitigen Romans genommen, die einen exzellenten Film abgeben. Wie im Buch untersucht der Film vorrangig die Beziehung zwischen Norma Jeane und der Figur Marilyn Monroe.
Tatsächlich findet sich vieles im Film, was so nicht stattgefunden hat. Dementsprechend handelt es sich um kein Biopic über Marilyn Monroe beziehungsweise Norma Jeane, sondern in erster Linie ebenfalls um eine Fiktion. So war das Verhältnis zu ihrer Mutter, die tatsächlich unter paranoider Schizophrenie litt, kein einfaches. Jedoch gibt es keinen Hinweis darauf, dass ihre Mutter jemals gewalttätig wurde. Die Badenwannenszene ist frei erfunden.
Tatsächlich dachte Norma Jeane zu einem Zeitpunkt ihres Lebens, dass Clark Gable ihr Vater sei, wobei die Szenen im Film im Wesentlichen völlig übertrieben dargestellt sind. Beide drehten zum Beispiel auch den Film Misfits – Nicht gesellschaftsfähig (1961) zusammen, wo ein solcher Irrtum aufgeklärt hätte werden können. Auch die polyamouröse Beziehung zwischen Charlie Chaplins und Edward G. Robinsons Söhnen und ihr war erfunden. Sie hatte zwar wohl Affären mit beiden Schauspielern, aber nicht gleichzeitig. Diese war eine Fiktion, die bereits im Buch gesponnen wurde.
Die Schwangerschaften von Norma Jeane stimmten ebenfalls nur zum Teil. So hat es die erste Abtreibung nie gegeben, wobei jedoch die Fehlgeburt während der Ehe mit Arthur Miller faktenbasiert ist, jedoch ohne die im Film dargestellten Begleitumstände. Tatsächlich versuchte Monroe Zeit ihres Lebens, schwanger zu werden, was jedoch auf Grund einer Ektopischen Schwangerschaft und besagter Fehlgeburt scheiterte.
Ihre Ehe mit Joe DiMaggio war tatsächlich gewaltbehaftet, jedoch hatte Marilyn Monroe zum Zeitpunkt der berühmten Luftstoßszene bereits seit einem Monat die Scheidung eingereicht. Beide Ehen werden im Buch nicht namentlich erwähnt, im Film entschied man sich, die Namen zu nennen.
Im Film wird Norma Jeane in ihrer Persona als Marilyn Monroe als schwierige Schauspielerin dargestellt, deren persönliche Dramen und ihre fast schon schizoide Persona die Dreharbeiten belasteten. Tatsächlich kam es dazu, dass Norma Jeane, insbesondere am Ende ihrer Karriere, häufig unter Drogeneinfluss und verspätet am Set erschien. Auch arbeitete sie nicht mit allen Regisseuren zusammen, insbesondere hasste sie Laurence Olivier, mit dem sie Der Prinz und die Tänzerin drehte.
Spekulationen über eine Affäre mit John F. Kennedy gab es bereits vorher, insbesondere nach ihrer öffentlichen Performance von Happy Birthday, Mr. President. Die genauen Umstände sind aber nicht zur Gänze bekannt und Gegenstand zahlreicher Spekulationen. Bekannt wurden lediglich vier Zusammentreffen von Norma Jeane und Kennedy, alle vier in der Öffentlichkeit. Eine wie im Film erfolgte Vergewaltigung ist auszuschließen.
Schwierig sei der Film außerdem, weil Marilyn Monroe im Film nur als Opfer und Spielball der Männer dargestellt sei. Die reale Person habe sich aber Zeit ihres Lebens für andere Frauen starkgemacht und auch versucht, ihre tatsächlichen Dramen zu verarbeiten. So war sie beispielsweise die zweite Frau, die je eine Filmproduktionsgesellschaft (Marilyn Monroe Productions) gegründet hat und damit aktiv dazu beitrug, dass Frauen in Hollywood ernst genommen werden.

## Hintergrund und Entwicklung
Andrew Dominik hatte bereits 2010 mit ersten Planungen des Projekts begonnen. Bereits im Juni 2012 stand fest, dass Plan B Entertainment als Filmstudio an dem Film beteiligt sein würde und Dede Gardner, Jeremy Kleiner und Brad Pitt als Produzenten des Films fungieren würden. Gleichzeitig wurden vorherige Berichte korrigiert, wonach Naomi Watts die Hauptrolle spielen würde. Im Frühjahr 2014 hieß es, dass Jessica Chastain Monroe spielen würde und Andrew Dominik mit den Dreharbeiten im August desselben Jahres beginnen würde. Jedoch hatte Dominik bereits Ende des Jahres 2013 angedeutet, dass es eine Frage der Finanzierung sei, wann der Film erscheinen werde. Er wolle den Film aber unbedingt produzieren. Er habe schon Jahre daran gearbeitet. Im August 2016 wurde schließlich Netflix als Finanzier für den Film gewonnen.
Im März 2019 hieß es dann, dass Ana de Armas die Hauptrolle spielen werde. Berichtet wurde, dass Dominik ihr die Rolle nach dem ersten Vorsprechen zusicherte. Jedoch erklärte de Armas, dass sie einen langen Casting-Prozess durchlaufen habe, da sie „jeden anderen [...] die Produzenten, die Geld-Leute [...] immer Menschen“ habe überzeugen müssen. Zur Vorbereitung arbeitete de Armas ein Jahr lang mit einem Sprachtrainer zusammen. Sie beschrieb die Zusammenarbeit mit Dominik für den Film als sehr eng. Sie habe zwar schon enge Arbeitsbeziehungen gehabt, aber Dominik würde, wenn er eine Idee für den Film habe, auch nachts anrufen. Im August 2019, als die Dreharbeiten in Los Angeles begannen, wurden weitere Rollenbesetzungen bekannt.
Im Juni 2021 bot Thierry Frémaux, der Direktor der Internationalen Filmfestspiele von Cannes an, Blond beim Filmfestival von Cannes Premiere feiern zu lassen. Jedoch lehnte Netflix ab.
Ein Teaser mit Ana de Armas als Monroe wurde Mitte Juni 2022 veröffentlicht.

### Synchronisation
Die deutsche Synchronfassung entstand bei der Eclair Studios Germany GmbH, Berlin. Jürgen Wilhelm schrieb das Dialogbuch und führte Regie.
| Rolle                     | Schauspieler                   | Sprecher            |
| ------------------------- | ------------------------------ | ------------------- |
| Marilyn Monroe            | Ana de Armas Vanessa Lemonides | Alice Bauer         |
| Norma Jeane (jung)        | Lily Fisher                    | Mina Chamlali       |
| Arthur Miller             | Adrien Brody                   | Markus Pfeiffer     |
| Joe DiMaggio              | Bobby Cannavale                | Charles Rettinghaus |
| Gladys Pearl Baker        | Julianne Nicholson             | Aline Staskowiak    |
| John F. Kennedy           | Caspar Phillipson              | Alexander Doering   |
| Allan Snyder              | Toby Huss                      | Viktor Neumann      |
| Miss Flynn                | Sara Paxton                    | Esra Vural          |
| Eddy                      | Evan Williams                  | Fabian Oscar Wien   |
| Cass                      | Xavier Samuel                  | Ricardo Richter     |
| Yvet                      | Rebecca Wisocky                | Marion Musiol       |
| I.E. Shinn                | Dan Butler                     | Lutz Schnell        |
| Brooke                    | Haley Webb                     | Sonja Spuhl         |
| Tom Ewell/Richard Sherman | Scoot McNairy                  | Georgios Tzitzikos  |

## Veröffentlichung
Netflix veröffentlichte Blond am 28. September 2022. Der Film erhielt in den USA eine NC-17-Bewertung, die besagt, dass das Werk nur für Erwachsene geeignet ist. Auch wurde Dominiks Regiearbeit als möglicher Beitrag für das Filmfestival von Venedig Anfang September 2022 ins Spiel gebracht. Tatsächlich wurde der Film ins Festivalprogramm aufgenommen, wo dieser am 8. September 2022 uraufgeführt wurde. Ein limitierter Kinostart in New York fand ab dem 16. September statt. Am 23. September kam Blond landesweit in die Kinos. Damit war auch das Kriterium erfüllt, um für mögliche Nominierungen bei der Oscarverleihung 2023 in Betracht zu kommen.

## Rezeption
Der Film rief bei Kritikern und Zuschauern gemischte, zum Teil wütende Reaktionen hervor. Insbesondere da der Film zum Teil wie ein Biopic vermarktet wird, führte dies zu scharfer Kritik. Die Szene mit dem sprechenden Fötus wurde von vielen als „Anti-Abtreibungspropaganda“ verstanden. Zu Kritik führte auch, dass Marilyn Monroe die gesamte Lauflänge des Films als Opfer gezeigt wurde und ihre starken Seiten ignoriert wurden. Gleichzeitig handelt es sich aber handwerklich und schauspielerisch nach Meinung vieler Kritiker um einen herausragenden Film. Gelobt wurden auch die Spezialeffekte sowie die Musik von Nick Cave und Warren Ellis. Joyce Carol Oates zeigte sich, nachdem sie einen Rohschnitt des Films angesehen hatte, begeistert und erklärte, was sie gesehen habe, sei „verblüffend, brilliant, sehr verstörend und - vielleicht am überraschendsten - eine völlig feministische Interpretation“.
Netflix wurde für den Film kritisiert, da er das Leben Monroes als einzigen Leidensweg beschreibe. So zeigt eine frühe Szene das versuchte Ertränken Monroes in der Badewanne durch ihre Mutter. Auch die Vergewaltigung durch einen Studioboss wird gezeigt. Richard Brody vom New Yorker verglich Blond mit Mel Gibsons Die Passion Christi.
Anke Leweke kritisierte den Film in der ZEIT als übergriffig. „Was fehlt, ist ein visueller und erzählerischer Frei- oder Schutzraum für die Frau, die allen zu gehören schien und sich dadurch selbst abhandengekommen ist.“ Gleichzeitig lobte sie die Darstellung von Ana de Armas, die Monroes Zerrissenheit glaubhaft darstelle.
David Rams von der TV Movie hob ebenfalls die schauspielerische Leistung von de Armas hervor, bemängelte aber die fehlende inhaltliche Tiefe. Der Film reduziere die Hauptfigur auf bekannte Anekdoten. „Weil Dominik uns Norma Jeane vor allem in dem Spannungsfeld zeigt, in dem andere Männer, Filme, Einflüsse auf sie einwirken, sehen wir viel zu selten die Person, die Joyce Carol Oates in ihrem Roman 'Blond' eigentlich porträtieren wollte.“
In der epd film schrieb Barbara Schweizerhof, der Film arbeite die Exploitation und den würdelosen Umgang mit Monroe sehr gut heraus. Auch wäre die Darstellung von Ana de Armas sowie die Darstellung der Nebenfiguren sehr überzeugend. Es fehle jedoch die innere Stimme der Norma Jeane als Kontrast, so dass der Film nur eine Entwicklung zeige: Monroe wird immer unglücklicher und verfalle immer mehr den Drogen. Der Film sei sehr berührend, „auch wenn man sich als Zuschauer am Ende wünscht, man hätte Monroe nicht nur als Opfer erlebt, sondern auch ihre starken und kalkulierenden Seiten kennengelernt.“
Im Lexikon des internationalen Films beziehungsweise im Filmdienst schrieb Felicitas Kleiner, der Film sei kein Biopic, sondern eher ein „phantasmagorischer Horrorfilm“. „Man kann [dem Film] den Vorwurf machen, der Monroe als Künstler-Persönlichkeit nicht gerecht zu werden, ihre Stärken als Schauspielerin, vor allem auch als Komödiantin, zugunsten einer steinerweichenden weiblichen Passionsgeschichte völlig unter den Tisch fallen zu lassen. Gerecht wird der Film in seiner brutalen Härte aber dem, was die Monroe letztlich trotz dieser Stärken zerstört hat, der strukturellen Misogynie einer Branche und einer Gesellschaft, die ihren Körper zum Objekt gemacht hat“.
Luisa Schwebel schrieb auf Stern.de: „Nicht nur Marilyn Monroe, diese facettenreiche Frau, die noch heute die Menschen fasziniert, hätte mehr verdient. Auch Ana de Armas würde man wünschen, ihr Talent und ihr unglaubliches Leinwand-Charisma hätte in einem Monroe-Film gezeigt werden können, der sein Sujet nicht ausbeutet.“

## Zuschauerzahlen
Tatsächlich blieb Blond bei Netflix hinter den Erwartungen zurück. So erreichte er zwar am Veröffentlichungstag Platz 1 und blieb auch drei Tage auf der eins, fiel dann jedoch ab. In der Erstveröffentlichungswoche erreichte er gerade mal Platz 2 der am häufigsten gestreamten Filme und musste sich dem schon in der zweiten Woche laufenden Lou geschlagen geben. In der nachfolgenden Woche erreichte der Film gerade einmal den neunten Platz.

## Auszeichnungen
Für Blond erhielt Andrew Dominik zum zweiten Mal eine Einladung in den Wettbewerb um den Goldenen Löwen, den Hauptpreis des Filmfestivals von Venedig.
Im Jahr 2023 erhielt Ana de Armas eine Oscar-Nominierung als beste Hauptdarstellerin und wurde ebenfalls für den Golden Globe Award als Beste Hauptdarstellerin in einem Drama nominiert. Dem gegenüber standen acht Nominierungen für den Negativ-Preis Goldene Himbeere, bei denen Blond in den Kategorien für den schlechtesten Film und das schlechteste Drehbuch ausgezeichnet wurde.